# لوسيانا سيرا
لوسيانا سيرا (بالإيطالية: Luciana Serra)‏ هي مغنية أوبرا ومغنية إيطالية، ولدت في 4 نوفمبر 1946 في جنوة في إيطاليا.

## وصلات خارجية
- لوسيانا سيرا على موقع IMDb (الإنجليزية)
- لوسيانا سيرا على موقع ميوزك برينز (الإنجليزية)
- لوسيانا سيرا على موقع أول ميوزيك (الإنجليزية)
- لوسيانا سيرا على موقع ديسكوغز (الإنجليزية)
- لوسيانا سيرا على موقع قاعدة بيانات الفيلم (الإنجليزية)